# Crimson Wolf
Crimson Wolf (紅の狼と足枷の羊?, Kurenai no ōkami to ashikase no hitsuji) è un manga scritto ed illustrato da Seishi Kishimoto. La serie, un fantasy d'azione, ruota attorno ad una coppia un po' particolare: Youichi, uno studente timido e riservato, e Ayame, una giovane e misteriosa "Cappuccetto Rosso". L'opera è stata serializzata dal 2011 al 2013 sulla rivista Monthly Shōnen Rival di Kōdansha ed in seguito raccolta in quattro volumi tankōbon.
Il fumetto è pubblicato in Italia dal 28 febbraio al 6 settembre 2014 dalla casa editrice GP Manga.

## Trama
Tutti gli uomini sono lupi travestiti da pecore e questo vale pure per Youchi Douchinji, un ragazzo che pensa a diverse cose ma che non riesce mai ad esprimerle a voce. Una sera, dopo aver visto una luna piena di colore rosso, una ragazza corre verso di lui e gli sferra un potente pugno in fronte da farlo svenire. Il giorno dopo una nuova ragazza, Ayame Akatsuki, s trasferisce nella sua classe e ben presto scopre che si tratta della stessa ragazza della sera prima. Yoichi scopre che il tirapugni d'argento con cui è stato colpito serve ad estrarre fuori il "lupo" di ogni persona, ovvero i desideri e pensieri più nascosti, che di solito rimangono occultati dalla "pecora" la maschera superficiale che ognuno di noi indossa. Quando qualcuno è così pieno di desideri è possibile che il "lupo" che ha in sé riesca ad uscire fuori, e si è in grado di vedere "il mondo della luna rossa". Ayame spiega a Youchi che lei non è dotata della "pecora" e per questo vorrebbe che lui lo diventasse per lei.

## Personaggi
- Youichi Dounchinji è un ragazzo timido e non riesce a dire quello che pensa. Ha perso la madre quando era bambino e vive col padre, che è il sacerdote di un tempio. È innamorato della sua amica d'infanzia Hibari. Forse per disprezzo alla sua vita quotidiana depressa, ha sviluppato una forte capacità di immaginazione, ma dietro a ciò si cela l'animo da "lupo" che il suo "agnello" ben cela.
- Ayame Akatsuki è la nuova iscritta alla scuola e dice sempre e solo quel che pensa. Ha lo stesso cognome dell'unica sopravvissuta di un disastro aereo. Si collega a Youichi tramite una catena scarlatta e si trasforma in "Cappuccetto Rosso" per cacciare il lupo. La sua personalità, come "Cappuccetto Rosso", è crudele e brutale.
- Yuuka Akatsuki è la gemella di Ayame. Dà la caccia al "lupo" come l'altra "Cappuccetto Rosso". È l'esatto opposto di Ayame ed è una ragazza ingenua, ma siccome subisce il fascino della battaglia, assassina il "lupo" con crudeltà.
- Masato Tozuka è l'"agnello" di Yuuka e dà la caccia al "lupo" assieme a lei. È il presidente del consiglio studentesco della scuola di Youichi. Cacciando il "lupo", è convinto che sia un modo per giudicare i peccatori al posto di Dio. Contrariamente al suo aspetto, è un tipo dal sangue freddo.
- Hibari Saezuri  è un'amica d'infanzia di Youichi. Influenzata dal padre poliziotto, ha una personalità da maschiaccio ed è anche molto forte. Non sembrava considerare Youichi come una persona dell'altro sesso, ma invece ne è innamorata.

## Volumi
| Nº | Titolo italiano Giapponese 「Kanji」 - Rōmaji | Data di prima pubblicazione             | Data di prima pubblicazione             |
| Nº | Titolo italiano Giapponese 「Kanji」 - Rōmaji | Giapponese                              | Italiano                                |
| 1  | Crimson Wolf 1 「紅の狼と足枷の羊 1」 - Kurenai no ōkami to ashikase no hitsuji 1                                                                                | 2 maggio 2012 ISBN 978-4-06-380217-7    | 28 febbraio 2014 ISBN 978-88-6634-833-7 |
| 1  | Capitoli - 1. Il ragazzo pecora - 2. La ragazza lupo - 3. La rapsodia degli amici d'infanzia                                                                     |                                         |                                         |
| 2  | Crimson Wolf 2 「紅の狼と足枷の羊 2」 - Kurenai no ōkami to ashikase no hitsuji 2                                                                                | 4 settembre 2012 ISBN 978-4-06-380233-7 | 29 marzo 2014 ISBN 978-88-6634-850-4    |
| 2  | Capitoli - 4. Buonanotte, principessa delle spine - 5. La gazza dalla lunga coda che starnutisce - 6. La pecora dell'incertezza - 7. L'Aschenputtel della scuola |                                         |                                         |
| 3  | Crimson Wolf 3 「紅の狼と足枷の羊 3」 - Kurenai no ōkami to ashikase no hitsuji 3                                                                                | 4 febbraio 2013 ISBN 978-4-06-380254-2  | 31 maggio 2014 ISBN 978-88-6634-937-2   |
| 3  | Capitoli - 8. La bara che vuole morire - 9. L'alieno della superficie lunare - 10. Il presuntuoso maiale salvadanaio - 11. Il ragazzo e il rosario               |                                         |                                         |
| 4  | Crimson Wolf 4 「紅の狼と足枷の羊 4」 - Kurenai no ōkami to ashikase no hitsuji 4                                                                                | 2 maggio 2013 ISBN 978-4-06-380267-2    | 6 settembre 2014 ISBN 978-88-6883-006-9 |
| 4  | Capitoli - 12. Le sorelle Cappuccetto Rosso - 13. Le due Cappuccetto Rosso - 14. Il ragazzo lupo - 15. Cappuccetto Rosso e il ragazzo pecora                     |                                         |                                         |